# 戈盧布戰爭
戈盧布戰爭發生於1422年，是一場條頓騎士團與波蘭王國和立陶宛大公國聯軍之間持續22個月的戰役。隨著美羅和約簽訂而結束，解決了自1398年以來騎士團與立陶宛大公國間有關萨莫吉希亚地區的領土爭議。